# جام چلنجر والیبال زنان
جام چلنچر والیبال زنان (به انگلیسی: FIVB Volleyball Challenger Cup Women's) یک تورنمنت ورزشی سالانه است و زیر نظر فدراسیون بین‌المللی والیبال فعالیت می‌کند. قهرمان تورنمنت جایگزین تیم حذف شده لیگ ملت‌های والیبال زنان می‌شود.درسال۲۰۲۲کرواسی میزبان درفینال بابرتری برابر بلژیک قهرمان شد.درسال۲۰۲۳فرانسه با شکست سوئد قهرمان شد.
در کنارش، جام چلنچر والیبال مردان نیز رقابتی برای مردان است.

## ساختار
تمام تیمهای حضور یافته در جایزه بزرگ (به‌غیر از تیم‌های لیگ ملت‌ها) درمقدماتی جام حضور دارند. پس از صعود تیم‌ها به جام، تیم‌های شرکت کننده به ۲ گروه ۳ تیمی تقسیم می‌شوند. تیم‌های اول و دوم هر گروه به مرحله نیمه‌نهایی صعود کرده و برندگان نیمه نهایی به دیدار نهایی برای کسب عنوان اول و بازندگان نیمه نهایی برای کسب عنوان سوم رقابت می‌کنند. قهرمان رقابت‌ها نیز به لیگ ملت‌ها صعود می‌کنند.

## سهمیه بندی
| کنفدراسیون                              | سهمیه                                                    |
| --------------------------------------- | -------------------------------------------------------- |
| ای‌وی‌سی (آسیا)                           | ۱(برای کسب سهمیه ای وی سی باید مسابقاتی برگزارکند)       |
| سی‌ای‌وی‌بی (آفریقا)                       | ۱(تیم اول قاره بر اساس رنکینگ به این مسابقات صعود میکند) |
| سی‌اس‌وی (آمریکای جنوبی)                  | ۱(تیم اول قاره براساس رنکینگ به این مسابقات صعود میکند)  |
| سی‌ای‌وی (اروپا)                          | ۲(برای کسب سهمیه سی ای وی باید مسابقاتی برگزار کند)      |
| نورسکا (آمریکای شمالی، مرکزی و کارائیب) | ۱                                                        |
| مجموع                                   | ۸ (۲+۶)                                                  |